# St. Nikolaus (Pfahlheim)

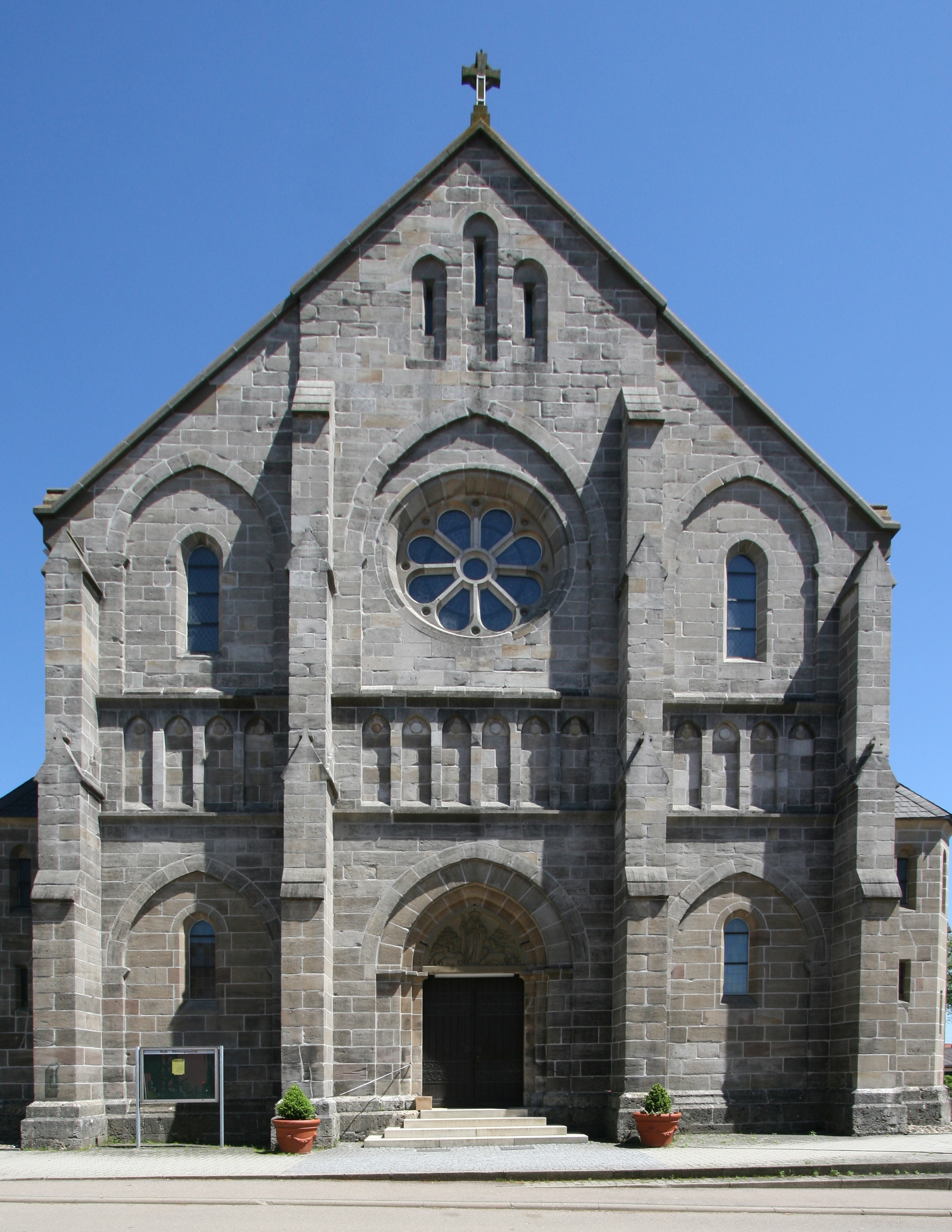
St. Nikolaus in Pfahlheim

Die römisch-katholische Pfarrkirche St. Nikolaus ist ein geschütztes Kulturdenkmal nach dem Denkmalschutzgesetz. Sie steht in Pfahlheim, einem Stadtteil von Ellwangen im Ostalbkreis in Baden-Württemberg. Die Kirchengemeinde gehört zum Dekanat Ostalb in der Diözese Rottenburg-Stuttgart.

## Beschreibung
Die neugotische, von Strebepfeilern gestützte Basilika wurde 1891/92 nach einem Entwurf von Joseph Cades erbaut. Sie besteht aus einem Langhaus mit einem Mittelschiff und zwei Seitenschiffen, einem eingezogenen, dreiseitig geschlossenen Chor im Osten vor dem Mittelschiff und einem im Kern gotischen, früher freistehenden Chorflankenturm auf quadratischem Grundriss an der Nordwand des Chors, der mit seinen unteren Geschossen in die Basilika integriert wurde. Er wurde mit einem achteckigen Geschoss für die Turmuhr und den Glockenstuhl aufgestockt und mit einer Glockenhaube bedeckt. In der durch Strebepfeiler dreigeteilten Fassade im Westen befindet sich in der Mitte das Portal, in dessen Tympanon Christus als Guter Hirte in einem Relief dargestellt ist.
Die Orgel wurde 1926 von der Späth Orgelbau gebaut.